# Adile Mulle de Terschueren
Adile Eugène Marie Ghislain, baron Mulle de Terschueren, né le 12 juillet 1827 à Tielt et décédé le 16 novembre 1914 à Gand, fut un homme politique catholique belge.

## Biographie
Il fut élu conseiller communal de Tielt (1863-95), député (1868-1888), sénateur (1888-1912).
Il fut créé baron en 1914.

## Généalogie
- Il fut fils de Emile (1798-1886) et Adélie Van der Meulen (1803-1875).
- Il épousa en 1854 Marie-Caroline Coghen (1832-1870), fille de Jacques Coghen ;
  - Ils eurent trois enfants : Marguerite (1855-1932), Jacques Adile (1857-1932) et Isabelle (1863-1876).

Il a pour beaux-frères Augustin Licot de Nismes et Théodore Mosselman du Chenoy.